# 240
| [ Edytuj tabelę ] |                       |
| Władca Korei      | - 227 Tongch’ŏn 248   |
| Papież            | - 236 Fabian 250      |
| Król Persji       | - 224 Ardaszir I 241  |
| Cesarz Rzymu      | - 238 Gordian III 244 |

Rok 240 / CCXL
stulecia: II wiek ~
III wiek ~
IV wiek

lata: 230 «
235 «
236 «
237 «
238 «
239 «
240
» 241
» 242
» 243
» 244
» 245
» 250

## Wydarzenia
- Nieudana uzurpacja Sabiniana w rzymskiej Afryce.

## Zmarli
- Sekstus Juliusz Afrykański, rzymski historyk i podróżnik.